# Starry Lee

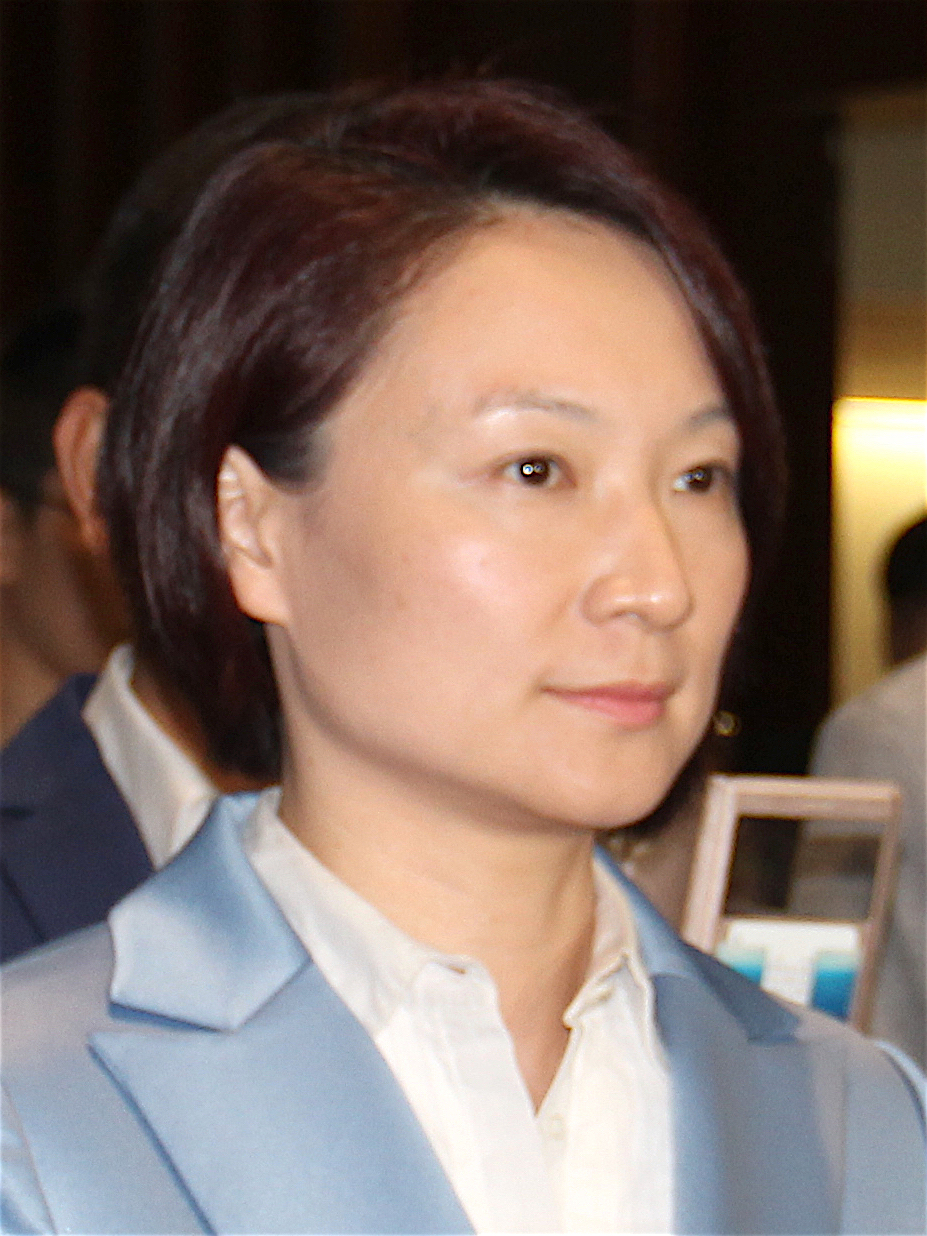
Starry Lee (2016)

Starry Lee Wai-king, GBM, SBS, JP (chinesisch 李慧琼, Pinyin Lǐ Huìqióng, Jyutping Lei5 Wai6king4, kantonesisch Lee Wai-king; * 13. März 1974 in Hongkong) ist eine chinesische Politikerin der konservativen Democratic Alliance for the Betterment and Progress of Hong Kong und seit April 2005 deren Parteiführerin. Seit dem 1. Oktober 2008 gehört sie dem Hongkonger Legislativrat an, wo sie zuerst den geographischen Wahlbezirk Kowloon West bis September 2012 vertrat und nun den funktionellen Wahlbezirk District Council (Second) vertritt. Darüber hinaus gehörte sie zwischen 2012 und 2016 dem Hongkonger Exekutivrat an.
Lee vertritt im Bezirksrat von Kowloon City den Wahlbezirk To Kwa Wan North.

## Werdegang
Lee wurde 1974 in Hongkong in eine Arbeiterfamilie geboren und wuchs in einem öffentlich geförderten Sozialwohnung einer Hochhauswohnsiedlung auf. Sie erwarb einen Bachelor of Business Administration an der Hong Kong University of Science and Technology sowie einen Master of Business Administration an der University of Manchester. Danach arbeitete sie als Buchhalterin für KPMG in Hongkong.
1999 kandidierte Lee für den Bezirksrat von Kowloon und wurde als damals jüngste Bezirksrätin gewählt. 2004 wurde sie von Jasper Tsang rekrutiert, um in die Democratic Alliance for the Betterment and Progress of Hong Kong einzutreten. 2008 wurde sie in den Legislativrat gewählt, dem sie seither ununterbrochen angehört. 2012 berief sie der damalige Chief Executive of Hong Kong Leung Chun-ying in den Hongkonger Exekutivrat.
2015 wurde Lee zur Parteiführerin der Democratic Alliance for the Betterment and Progress of Hong Kong ernannt. Ein Jahr danach wurde sie für die Zukunft als möglicher Chief Executive of Hong Kong gehandelt. Lee sprach sich während der anhaltenden Proteste in Hongkong 2019 für ein Ende der Gewalt aus.

### Kommunalwahlen in Hongkong 2019
Nach der verheerenden Niederlage ihrer Partei und für das gesamte Pro-Peking-Lager bei den Kommunalwahlen in Hongkong 2019, wofür sie die Verantwortung übernahm und sich entschuldigte, bot Lee umgehend ihren Rücktritt als Parteichefin an. Dieses Angebot wurde von Seiten ihrer Partei bereits einen Tag nach den Wahlen abgelehnt.
Ihren eigenen Sitz im Bezirksrat von Kowloon City konnte Lee bei den Wahlen nur knapp mit 1.881 Stimmen zu 1.538 Stimmen, welche auf ihren Herausforderer aus dem Pro-Demokratie-Lager Leung Kwok-hung (auch bekannt unter seinem Spitznamen Long Hair) entfielen, verteidigen.